# 约翰·布莱克 (射击运动员)
约翰·布莱克（英語：John Black，1882年10月26日—1924年10月16日），加拿大男子射击运动员。他曾代表加拿大参加1920年和1924年夏季奥林匹克运动会射击比赛，其中1924年奥运会获得一枚银牌。